# أموريو
بلدية أموريو (بالإسبانية: Amurrio) هي بلدية تقع في مقاطعة ألافا التابعة لإقليم الباسك شمال إسبانيا.

## الديموغرافيا
يبلغ عدد سكان بلدية أموريو 10.014 نسمة عام 2011 (وفقاً للمعهد الوطني للإحصاء الإسباني).
| 9.758 | 9.753 | 9.594 | 9.592 | 9.879 | 10.089 | 10.014 |

## أعلام
- إليزابيث بيندو
- أسيير بينيتو
- ميخائيل ألفارو
- باتريشيا بينيدو